# Parafia Podwyższenia Krzyża Świętego w Niedrzwicy Dużej
Parafia Podwyższenia Krzyża Świętego w Niedrzwicy Dużej – parafia rzymskokatolicka w Niedrzwicy Dużej, należąca do archidiecezji lubelskiej i Dekanatu Bełżyce. Mieści się przy ulicy Partyzanckiej. Jest prowadzona przez księży archidiecezjalnych.

## Zasięg parafii
Do parafii należą wierni z następujących miejscowości: Czółna kolonia, Czółna, Doły Strzeszkowskie, Krebsówka, Marianka, Niedrzwica Duża, Osmolice-Kolonia, Radawczyk-Kolonia Pierwsza i Tomaszówka.

## Historia
O kościół w Niedrzwicy Dużej starano się przed II wojną światową, która zniweczyła te zamiary. Po wydarzeniach sierpniowych Wojewoda lubelski pismem z dnia 17 lipca 1981 wydał zgodę na budowę punktu katechetycznego.
Na mocy dekretu bp Bolesława Pylaka z 25 maja 1983 został ustanowiony samodzielny ośrodek duszpasterski. 26 stycznia 1984 erygowano parafię. Powstała ona z podziału parafii Niedrzwica Kościelna. 16 stycznia 1985 przyłączono część wsi Osmolice-Kolonia z parafii Krężnica Jara. Kościół parafialny został konsekrowany przez bp Jana Śrutwę 14 września 1986.